# Toppgöl, Östergötland
Toppgöl är en sjö i Kinda kommun i Östergötland och ingår i Motala ströms huvudavrinningsområde.